# Национальная библиотека ДР Конго
Национальная библиотека Демократической Республики Конго (фр. Bibliothèque Nationale de la République démocratique du Congo) — расположена в Киншасе, столице Демократической Республики Конго. Основан в 1974 году как офис министерства культуры и искусств. С 1989 года является автономным учреждением по указу президента страны.

## История
В 2009 году Национальной библиотеке Демократической Республики Конго выделила 15 миллионов долларов США от Модели Организации Объединённых Наций Чикагского университета и ЮНЕСКО для модернизации помещений, обучения сотрудников и закупке нового оборудования и материалов. Хотя в библиотеке содержится более семи тысяч исторических фотографий, посвященных политической и культурной истории страны, только 25 % были отсканированы из-за нехватки ресурсов.